# Турнір пам'яті Валерія Лобановського 2019
Турнір пам'яті Валерія Лобановського 2019 — шістнадцятий офіційний турнір пам'яті Валерія Лобановського, що проходив у Києві з 3 по 5 червня 2019 року. У турнірі брали участь чотири збірні.

## Учасники
У турнірі брали участь чотири збірні:
- Україна (U-21) (господарі)
- Болгарія (U-21)
- Ізраїль (U-21)
- Кіпр (U-21)

## Стадіони
| Київ               | Київ                     |
| ------------------ | ------------------------ |
| НСК «Олімпійський» | «НТК імені В. Баннікова» |
| Місткість: 70 050  | Місткість: 1 678         |
|                    |                          |

## Регламент
Кожна з команд стартує з півфіналу, переможці яких виходили до фіналу, а збірні, що програли, грають матч за 3-тє місце.

## Матчі

### Півфінали
| 3 червня 2019 15:00 |

| Ізраїль (U-21)  | 1:1 (пен. 5:4) | Болгарія (U-21) |
| --------------- | -------------- | --------------- |
| Арад 86' (пен.) | Протокол       | Юруков 19'      |

| «НТК імені В. Баннікова», Київ Арбітр: Володимир Новохатній (Київ). |

|                                                 |     | Пенальті                                                      |  |
| Шломо · Халайла · Алмог · Арад · Лакоу · Наджар | 5:4 | Крастєв · Чандаров · Петков · П. Хрістов · Димитров · Боруков |  |

Ізраїль: Цур, Шломо, Карзев (Гроппер, 66), Барібо (Ашкеназі, 46), Алмог, Даса (Халайла, 46), Гурфінкель (Наджар, 82), Йосеффі (Савір, 82), Арад (к), Кохен Гертель (Лакао, 82), Альтман (Кохен, 66).

Болгарія: Наумов (к), А. Хрістов (Петков, 46), Томбак, Антов, Крутцев, Ковачев (Дімітров, 46), П. Хрістов, Лясков (Найденов, 46), Юруков (Чандуров, 88), Теменужков (Борюков, 72), Котев (Тілев, 64).

Попереджені: Барібо — Ковачев, А. Хрістов, Петков.

| 3 червня 2019 18:00 |

| Україна (U-21)                             | 3:0      | Кіпр (U-21) |
| ------------------------------------------ | -------- | ----------- |
| Кожушко 29' Папамічел 47' (аг) Топалов 58' | Протокол |             |

| НСК «Олімпійський», Київ Арбітр: Іван Бондар (Київ) |

Україна: Кожухар (Трубін, 70), Стецьков, Семініхін, Биков, Козак (Криськів, 60), Алібеков (Білошевський, 59), Лєднєв (Мудрик, 60), Смирний (Луньов, 70), Якімець, Топалов (Вакула, 65), Кожушко (Мосійчук, 64)

Кіпр: Деметріу, Пантелі (Серджіу, 46), Папамічел (Панайоту, 72), Корреа (Харалампус, 77), Геролему (Анастасіу, 46), Матфеу (Неофіту, 66), Калліс, Лука (Псіхас, 46), Хаджіпасхаліс (Катсантоніс, 66), Адоні, Шполярич (Пілеас, 46)

Попереджені: Лєднєв — Папамічел, Матфеу, Адоні.

### Матч за 3-тє місце
| 5 червня 2019 15:00 |

| Кіпр (U-21) | 0:0      | Болгарія (U-21) |
| ----------- | -------- | --------------- |
|             | Протокол |                 |

| «НТК імені В. Баннікова», Київ Арбітр: Сергій Бойко (Київська область) |

|                                                                  |     | Пенальті                                                 |  |
| Лука · Папамічел · Катсантоніс · Пілеас · Псіхас · Хаджіпасхаліс | 4:5 | Крастєв · Чандаров · Тілєв · Юруков · Ковачев · Димитров |  |

Кіпр: Деметріу (Кіріакідіс, 62), Пантелі (Матфеу, 31, Серджіу, 62), Папамічел, Геролему (Анастасіу, 71), Корреа, Харалампус (к) (Катсантоніс, 71), Лука, Хаджіпасхаліс, Адоні, Шполярич (Псіхас, 62), Пілеас.

Болгарія: Наумов (к), А. Хрістов, Найденов (Томбак, 46), Ковачев, Русев (Лясков, 46, Тілев, 90+2), Дімітров, П. Хрістов, Теменужков (Крутцев, 46), Чандуров, Котев (Юруков, 80), Петков.

Попереджені: Псіхас — А. Хрістов, П. Хрістов.

Вилучені: А. Хрістов (45+1), П. Хрістов (90+3).

### Фінал
| 5 червня 2019 18:00 |

| Україна (U-21) | 1:0      | Ізраїль (U-21) |
| -------------- | -------- | -------------- |
| Мудрик 69'     | Протокол |                |

| НСК «Олімпійський», Київ Арбітр: Євген Арановський (Київ) |

Україна: Білик, Мілованов, Бабогло, Чеберко, Лебеденко (Стецьков, 60), Козак, Білошевський, Алібеков (Биков, 46), Смирний (Мудрик, 60), Топалов (Лєднєв, 88), Кожушко (Луньов, 65).

Ізраїль: Охайон, Шломо (Леві, 63), Броун (Ашкеназі, 72), Барібо, Гурфінкель, Йосеффі (Даса, 63), Арад (Гроппер, 85), Савір (Лакао, 46), Халайла (Голан, 85), Кохен Гертель (Кохен, 63), Альтман (Карзев, 46).

Попереджений: Броун.

Вилучення: Козак (37).

## Нагороди
| Володар Кубка Лобановського |
| --------------------------- |
| Україна (U-21) 2-й титул    |

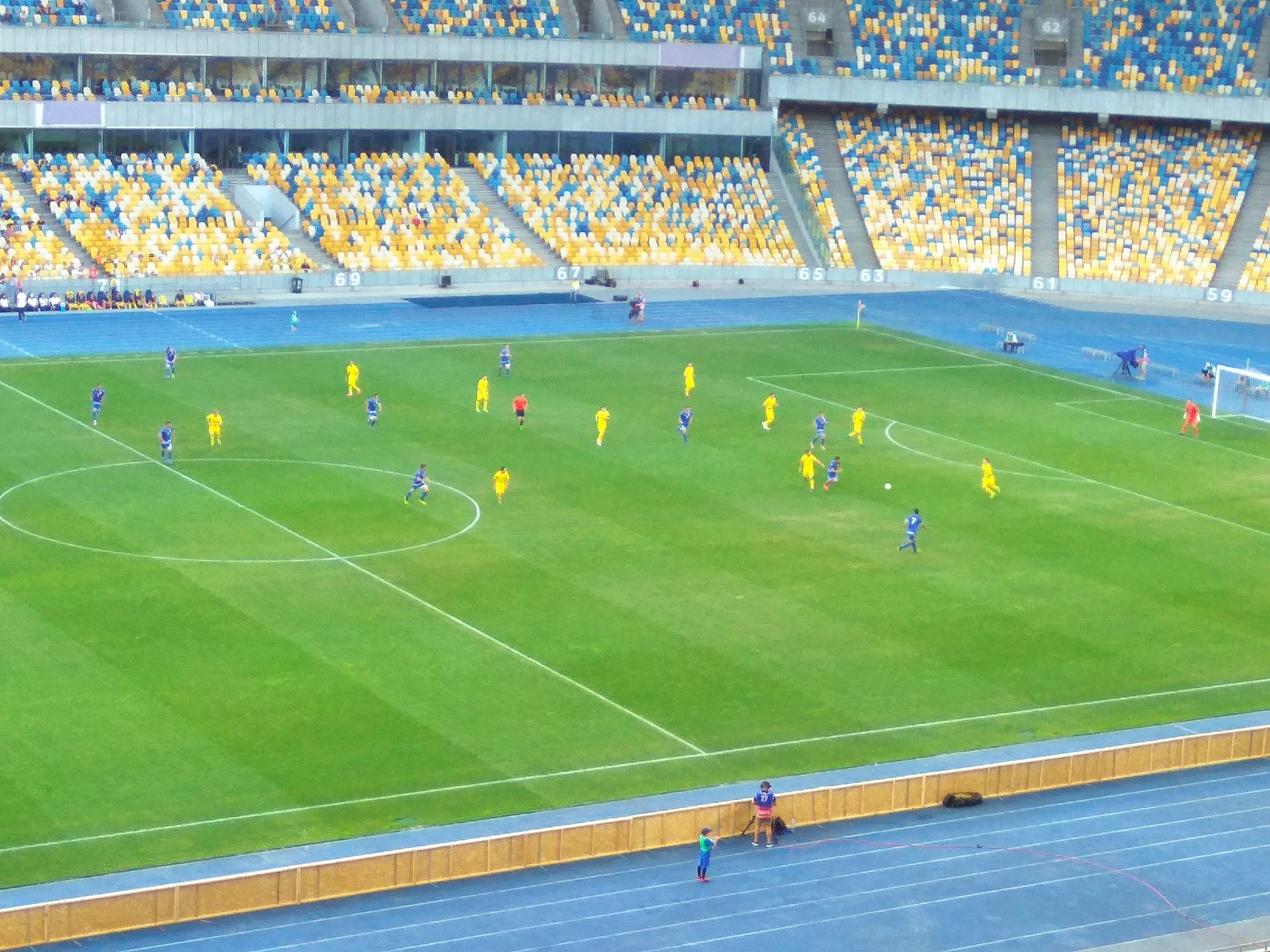
Півфінальний матч Україна—Кіпр.

- Найкращий воротар: Даніел Наумов (збірна Болгарії)
- Найкращий захисник: (збірна України)
- Найкращий півзахисник: (збірна Кіпру)
- Найкращий нападник: (збірна Ізраїлю)

## Склади команд

### Україна[1]
Воротарі: Анатолій Трубін («Шахтар» Донецьк), Олег Білик («Олександрія»), Андрій Кожухар («Черноморець» Одеса).
Захисники: Євгеній Чеберко («Зоря» Луганськ), Владислав Бабогло, Тимур Стецьков (обидва — «Олександрія»), Олексій Биков («Маріуполь»), Орест Лебеденко («Луго», Іспанія), Богдан Мілованов («Спортинг» Х, Іспанія).
Півзахисники: Дмитро Криськів, Володимир Якімець, Дмитро Топалов (усі — «Шахтар» Донецьк), Богдан Білошевський, Ахмед Алібеков, Євгеній Смирний (усі — «Динамо» Київ), Артем Козак («Арсенал-Київ»), Максим Луньов, Богдан Лєднєв (обидва — «Зоря» Луганськ).
Нападники: Євгеній Ісаєнко, Назарій Русин (обидва — «Динамо» Київ), Михайло Мудрик, Владислав Вакула (обидва — «Маріуполь»).
Головний тренер: Руслан Ротань

### Болгарія[2]
Воротарі: Даніел Наумов (Лудогорець), Іван Дюлгеров («Черно море»).
Захисники: Андреа Хрістов («Козенца»), Петко Христов («Тернана»), Валентин Антов («ЦСКА-Софія»), Ертан Томбак («Славія»), Івайло Найденов («Арда»), Ангел Лясков («ЦСКА-Софія»).
Півзахисники: Крістіян Добрєв («Ботєв» Пд), Алекс Петков («Гартс»), Іван Тілєв («Септемврі»), Асен Чандаров («Септемврі»), Ілія Юруков («Левскі»), Лачезар Котєв («Вітоша»), Светослав Ковачєв («Дунав»), Здравко Димитров («Септемврі»).
Нападники: Кун Теменжуков («Лідс»), Калоян Крастєв («Болонья»), Владимир Ніколов («Септемврі»), Преслав Боруков (Шеффілд Венсдей).
Головний тренер: Александал Дімітров